# グランツーリスモ3 A-spec
『グランツーリスモ3 A-spec』（Gran Turismo 3: A-Spec、GT3）は、2001年4月28日にソニー・コンピュータエンタテインメントから発売されたPlayStation 2（PS2）用のレースゲーム。 グランツーリスモシリーズのひとつ。同年7月10日にアメリカで、7月20日にはヨーロッパでも発売された。

## 概要
グランツーリスモシリーズ初のPlayStation 2（PS2）向け作品である。PlayStation向けの前作『グランツーリスモ2』からグラフィック（車やコースの再現性やビジュアルエフェクト等）、物理シミュレーションの精度が飛躍的に向上した。約150の収録車種、ナイトステージやウェット路面、ダートを含む全20のコースを収録。F1マシン（塗装やマシン名は架空）も今作が初収録である。
当初はPS2との同時発売を目指し『グランツーリスモ2000』のタイトルで開発が進められていた。PS2発売の約2週間前である2000年2月に行われたイベント『PLAYSTATION FESTIVAL 2000』で『グランツーリスモ2000』が出展され、体験版ディスクも配布された。その後、『グランツーリスモ2000 A-Spec』という仮称への改称を経て、発売が2001年にずれ込んだこともあり『グランツーリスモ3 A-Spec』と改称された。
タイトルに「A-spec」というサブネームが付与されているのは、次作『グランツーリスモ4』から登場する『B-specモード』を収録した別バージョンを発売する予定があったためである。しかし、実際に「グランツーリスモ3 B-spec」というソフトが発売されることはなかった。
2001年6月28日、PS2本体と同梱した「PlayStation 2 GT3 Racing Pack」（SCPH-35000GT）が日本で発売された。
2001年12月13日、PS2のヒット作を廉価版とした「MEGA HITS!」シリーズ第1弾のひとつとして、低価格化の上で再発売された。
2018年3月2日、グランツーリスモシリーズで最も多く販売された作品として、ギネス世界記録に掲載された。

## 各モード

### アーケードモード
今作ではレースを勝ち抜いていくことで、隠しコースや隠し車種が徐々に出現するシステムに変更された。他に最速ラップへの挑戦ができるタイムアタックと、自由にコースを走ることができるフリーランモードを収録。プレイヤー対プレイヤーモードとしては、分割画面による2プレイヤー対戦と、ケーブルを使って最大6人での同時対戦が可能なi.LINKバトルを収録。

## 新たな要素

### クルマの購入
前作まで存在した中古車販売は廃止され、購入する車両は全て新車となった。そのため初期資金は以前の作品よりも増額されている。

### パーツ
前作まで存在したレーシングモディファイは廃止され、代わりに日産・スカイラインGT-Rなど、市販状態でダウンフォースの調整が可能な車種が登場した。また、前作ではTCS、YCS（ヨーコントロールシステム）といったアシスト系のパーツは有料だったが、今作から標準装備となった。

### ライセンス
ラリーレースに出場するためのラリーライセンスが新たに登場。また、前作では隠し要素であったスーパーライセンスが正式なライセンスに昇格した一方で、国際C級ライセンスは廃止された。

### オイルの劣化
今作で初めて登場した要素。走行距離の加算とともにエンジンオイルが劣化していき、実車同様に性能も低下する。これに合わせてメーターにはオイル警告灯が追加された。オイル交換は後述の『GTオート』で有料で行える。

### GTオート
今作で初めて登場。前作では別々に存在していた洗車ショップおよびホイールショップと、新たに登場したオイル交換を一纏めにしたショップである。ホイール交換の仕様も変更され、前作では1台ごとにショップでホイールを購入する必要があったが、今作では一度購入したホイールはガレージからすべての所有車に装着できるようになった。

### プレゼントカー
前作までのシングルレースでは勝利する度にプレゼントカーが獲得できたが、今作のシングルレースにおけるプレゼントカーの獲得は初勝利時の1回限りとなる。

## 登場車種
以下はすべて日本版の登場車種である。☆は購入できない車種（プレゼントカーでのみ獲得可能）。

### 日本
ダイハツ
- ミラ TR-XX アヴァンツァート R
- ストーリア X4

ホンダ
| - CR-X デルソル SiR - シビック SiR-II(EG) - シビック Type R(EK) - インテグラ Type R 98 spec - アコード ユーロR - S2000 - S2000 Type V | - NSX Type R - NSX Type S Zero - カストロール 無限 NSX JGTC - レイブリック NSX JGTC☆ - ARTA NSX JGTC☆ - S2000 LM レースカー☆ |

マツダ
| - デミオ GL-X - ユーノス ロードスター (NA6C) - ユーノス ロードスター (NA8C) - ロードスター 1.8 RS - ロードスター RS - サバンナ RX-7 アンフィニ III(FC) | - RX-7 Type RS - RX-7 Type RZ - RX-8☆ - 787B☆ - RX-7 LM レースカー☆ |

ミツビシ
| - FTO GP Version R - ランサー Evolution IV GSR - ランサー Evolution V GSR - ランサー Evolution VI GSR - ランサー Evolution VI RS - ランサー Evolution VI GSR T.M.E. - ランサー Evolution VI GSR T.M.E. (ストライプ) | - ランサー Evolution VII GSR - ランサー Evolution VII RS - GTO ツインターボ (中期型) - GTO ツインターボ (最終型) - ランサー Evolution VI ラリーカー☆ - ランサー Evolution VII ラリーカー プロトタイプ☆ - FTO LM レースカー☆ |

ニッサン
| - シルビア K's (S13 1800cc) - シルビア K's (S13 2000cc) - シルビア K's エアロ(S14) - シルビア ヴァリエッタ - シルビア スペック R エアロ - 180SX Type X - スカイライン GTS-t Type M(R32) - スカイライン GT-R Vスペック II(R32) - スカイライン GT-R Vスペック(R33) - スカイライン GT-R V・スペック(R34) | - スカイライン GT-R V・スペックII(R34) - フェアレディZ Version S ツインターボ 2seater - フェアレディZ Version R ツインターボ 2 by 2 - ニッサン Z コンセプト☆ - C-West レッツォ シルビア JGTC☆ - ペンズオイル ニスモ GT-R JGTC - カルソニック スカイライン JGTC☆ - ロックタイト ゼクセル GT-R JGTC☆ - R390 GT1 ロードカー☆ - R390 GT1 LM レースカー☆ |

スバル
| - レガシィ ツーリング ワゴン GT-B - レガシィ B4 RSK - レガシィ B4 ブリッツェン - インプレッサ セダン WRX STi Version VI - インプレッサ ワゴン WRX STi Version VI - インプレッサ 22B-STi Version | - インプレッサ スポーツワゴン STi - インプレッサ WRX STi - インプレッサ ラリーカー - インプレッサ ラリーカー Proto Type☆ - インプレッサ LM レースカー☆ |

スズキ
- アルトワークス スズキスポーツ リミテッド
- エスクード Pikes Peak Version

トミーカイラ
- ZZ-S
- ZZII☆

トヨタ
| - ヴィッツ ユーロエディション - ヴィッツ RS 1.5 - スプリンター トレノ GT-APEX (AE86 Type I) - スプリンター トレノ GT-APEX S.S. version☆ - セリカ SS-II(ST202) - セリカ GT-FOUR(ST205) - セリカ SS-II - MR-S 1.8 V EDITION ZZW30 - MR2 G リミテッド - MR2 GT-S - アルテッツァ AS200 | - アルテッツァ RS200 - スープラ SZ-R - スープラ RZ - カローラ ラリーカー - セリカ ラリーカー☆ - SuperAutoBacs APEX MR-S JGTC☆ - カストロール・トムス・スープラ JGTC - デンソーサードスープラGT JGTC☆ - GT-ONE レースカー(TS020)☆ - GT-ONE ロードカー(TS020)☆ - アルテッツァ LM レースカー☆ |

その他
| - 無限 S2000☆ - スプーン シビック Type-R☆ - スプーン S2000☆ - スプーン S2000 Race Car☆ - ニスモ スカイライン GT-R S チューン(R32)☆ | - ニスモ スカイライン GT-R R チューン(R34)☆ - ニスモ 400R☆ - NISMO GT-R LM ロードカー (R33)☆ - セリカ TRD スポーツ M☆ - トムス X540 チェイサー☆ |

### アメリカ
アキュラ
- インテグラ Type R
- CL 3.2 Type S
- NSX (NA1)
- NSX (NA2)

シボレー
- カマロ Z28
- カマロ SS
- コルベット グランドスポーツ
- コルベット Z06
- コルベット C5R
- カマロ Race Car☆

クライスラー
- PT クルーザー
- バイパー GTS-R チームオレカ

ダッジ
- バイパー GTS
- バイパー GTSR コンセプト☆

フォード
- マスタング SVT コブラ R
- エスコート ラリーカー☆
- フォーカス ラリーカー
- GT40 レースカー☆
- GT40☆

パノス
- エスペラント GTR-1

シェルビー
- コブラ

### ドイツ
アウディ
- S4
- TT 1.8Tクアトロ

BMW
- 328ci

メルセデス・ベンツ
- SLK 230コンプレッサー
- CLK55
- CL600
- CLK ツーリングカー (D2 AMG Mercedes)☆

オペル
- スピードスター
- カリブラ ツーリングカー☆
- アストラ ツーリングカー (Opel Team Phoenix)☆

ルーフ
- RUF 3400S
- RUF RGT
- RUF CTR2

フォルクスワーゲン
- ニュー ビートル 2.0
- ニュー ビートル RSi
- ルポ カップカー☆
- ニュー ビートル カップカー☆

### フランス
シトロエン
- クサーラ ラリーカー

プジョー
- 206 S16
- 206 ラリーカー

ルノー
- クリオスポーツ V6 24V
- クリオスポーツ レースカー

### イタリア
アルファロメオ
- 156 2.5 V6 24V

フィアット
- クーペ ターボプラス

ランチア
- デルタ HFインテグラーレ ラリーカー

パガーニ
- ゾンタ C12
- ゾンタ C12S
- ゾンタ レースカー☆

### イギリス
アストンマーチン
- DB7 ヴァンテージ クーペ
- バンキッシュ☆
- V8 ヴァンテージ

ジャガー
- XKR クーペ
- XJ220 ロードカー
- XJ220 レースカー☆

リスター
- ストーム V12 レースカー

ロータス
- エリーゼ 190
- エスプリ V8 SE
- エスプリ スポーツ350
- モータースポーツエリーゼ

ミニ
- ミニクーパー1.3i☆

TVR
- グリフィス 500
- タスカン スピード6
- スピード 12☆

### ベルギー
ギレ
- ヴェルティゴ レースカー

### オーストラリア
ティックフォード
- ファルコン XR8 レースカー

### その他
- ディアブロ JGTC☆
- F686/M☆
- F687/S☆
- F688/S☆
- F090/S☆
- F094/S☆
- F094/H☆

## 登場サーキット・コース
GT2に比べて数は減少した。太字は本作でシリーズ初登場したサーキット。
- ラグナセカ・レースウェイ（現ラグナ・セカ）
- コート・ダ・ジュール
F1モナコGPの舞台であるモンテカルロ市街地コースと同一。
- シアトル・サーキット　
シアトル・サーキットの衛星写真（Wikimapiaより）
グランツーリスモ2では「シアトル市街地コース」名義で、時間帯は昼だった（本作では夕方）。
- 東京・ルート246
東京都に実在する国道246号がモデルとなっているコース。カナダ大使館付近にスタート地点がある。
東京・ルート246の衛星写真（Wikimapiaより）
- ローマ・サーキット　グランツーリスモ2ではローマ市街地コース名義。
- グランバレー・スピードウェイ
- トライアルマウンテン・サーキット
- アプリコットヒル・レースウェイ
- コンプレックス・ストリングス[注釈 5]

ヘアピン、スラローム、クランクなど多彩なコーナーが混在するコース。
- ディープフォレスト・レースウェイ
- ミッドフィールド・レースウェイ
- スーパー・スピードウェイ
サーキット形状はツインリンクもてぎ（現・モビリティリゾートもてぎ）スーパースピードウェイとほぼ同一。次作のグランツーリスモ4ではツインリンクもてぎとして実名で登場している。
- テストコース(コースの形状は変わらないが長さが倍以上になった)
- スペシャルステージ・ルート5
- スペシャルステージ・ルート5 wet（コースレイアウトは上記と同じだが路面が雨で濡れて滑りやすくなっている）[注釈 6]
- スペシャルステージ・ルート11[注釈 7]

### ダートコース
- タヒチ・メイズ[注釈 8]
- タヒチ・サーキット[注釈 9]
- スモーキー・マウンテン[注釈 10]
- スイス・アルプス[注釈 11]

なお、すべて逆走コースも収録されている

## サウンド

### 収録曲
- 安藤まさひろ (T-SQUARE) - Moon Over The Castle - （日本版オープニング）
- レニー・クラヴィッツ 「自由への疾走 (Gran Turismo 3 Mix)」 - （北米版オープニング、日本版ではレース中のBGMとして使用できる）
- フィーダー
  - Just A Day - （欧州版オープニング、日本版ではレース中のBGMとして使用できる他、次作『グランツーリスモ コンセプト 2001 TOKYO』にボーナス収録）

- - Seven Days in the Sun
  - Buck Rogers
- 嘉生大樹
  - glowl
  - obscure
  - sky scraper
  - mirage
  - strike breaker
- デス・イン・ヴェガス - Aisha
- グランド・セフト・オーディオ
  - Avarice
  - Dead Man Leaving
  - Wake Up in Your Own Mind
- ミューズ  - Sober (Saint US Mix)
- Overseer 
  - Screw Up (edited version for GT3)
  - Stompbox (Radio Edit)
  - Supermoves

## その他
- レースイベントで総合優勝した際に獲得できるプレゼントカーは、最大4台の中から一見ランダムで選ばれるが、セーブデータのロード後にオプションを選択すると、回数によって車種が変わり好みのプレゼントカーを入手できる裏技が存在する。
- 一部コースは順走と逆走で時間帯が異なっている[注釈 12]。
- 本作からロゴが微妙にリファインされた[注釈 13]。
- ランチア・ストラトスが没データとして存在している。タイヤがボディを貫通することを理由に、収録直前でカットされた。

## 関連商品

### CD関連
- 「グランツーリスモ3 A-spec」オリジナル・ゲームサウンドトラック（2001年6月6日、Village Records、VRCH-4006）